# Bayou Lafourche
Pour les articles homonymes, voir Fourche (homonymie).
Ne doit pas être confondu avec Bayou Fourche.
Le bayou Lafourche est un cours d'eau du Sud-est de la Louisiane aux États-Unis qui se jette dans le Golfe du Mexique. 

## Géographie

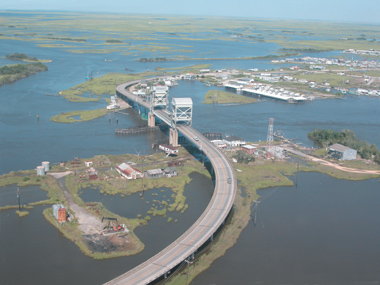
Un pont levant sur le bayou Lafourche au niveau de Leeville.

Le Lafourche est un bayou, un défluent du Mississippi à débit faible, qui se jette dans le golfe du Mexique après avoir parcouru 110 milles (177 km) au travers de la Louisiane. Il était à l'origine connecté à sa source ; un barrage érigé au début du XXe siècle a par la suite interrompu le flot de la rivière dans le bayou.
De Donaldsonville à Lockport, le cours du bayou forme de nombreux méandres. De Lockport à Port Fourchon où se situe son embouchure, le bayou est fortement emprunté. Ce trafic est généré en grande partie par le Gulf Intracoastal Waterway qu'il croise à la hauteur de la ville de Larose ainsi que les industries pétrolières et de pêche.

## Histoire

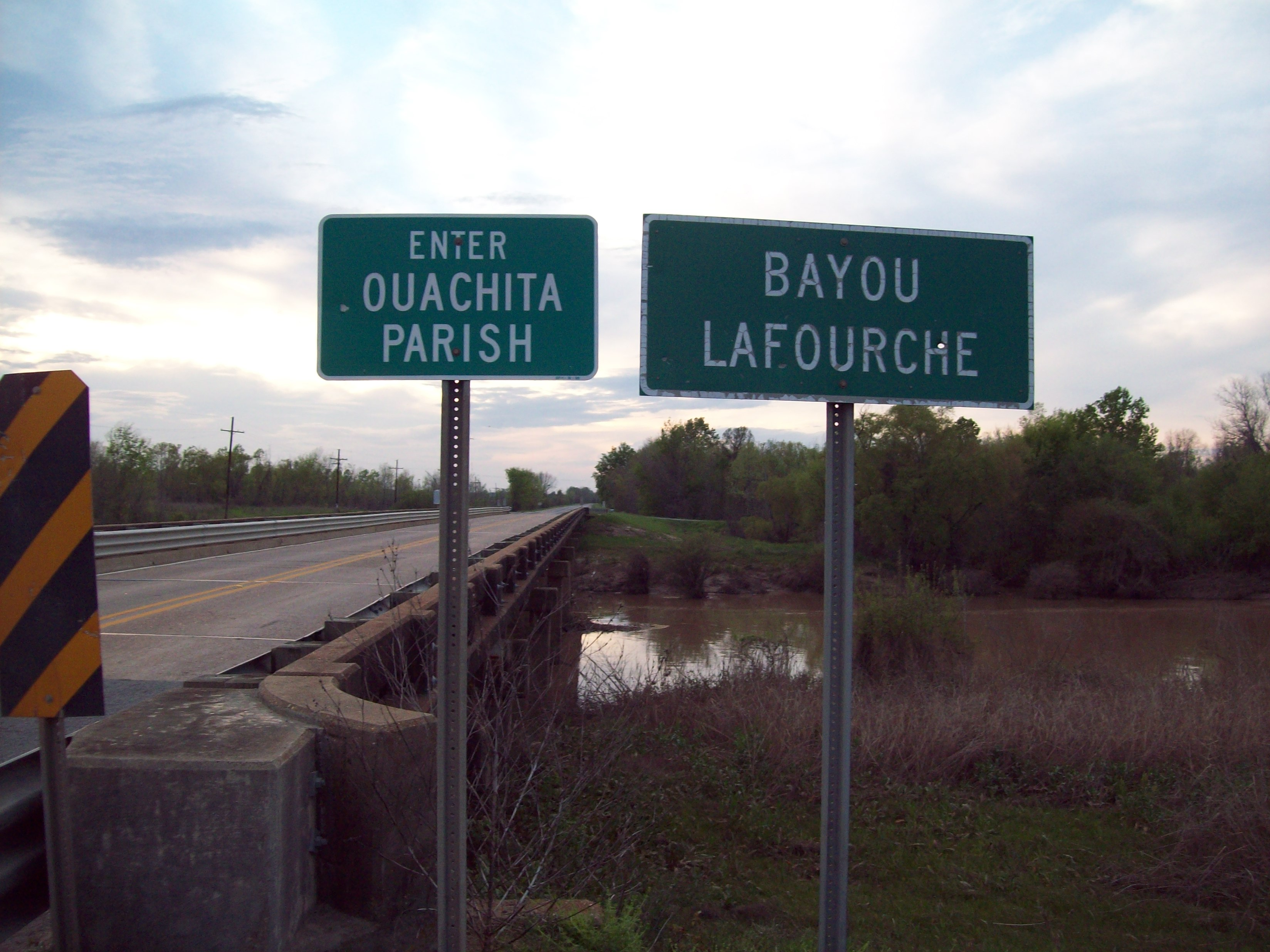

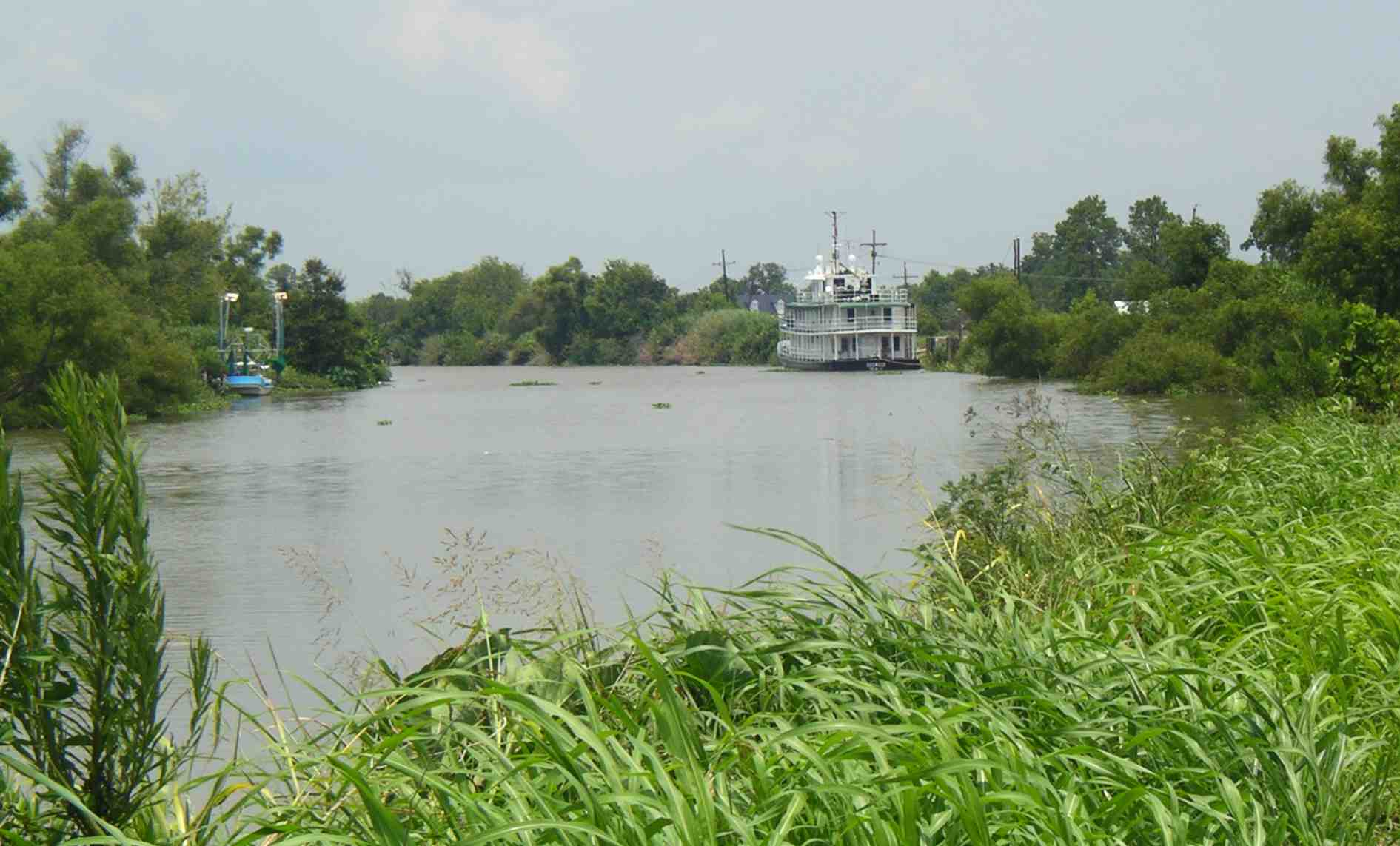
Photo de la rive du bayou Lafourche.

Les plus anciens habitants des environs du bayou Lafourche sont les indiens Washas, déjà présents au XVIIe siècle quand les explorateurs européens découvrent le bayou.
La découverte du bayou Lafourche par les européens remonte à 1699 lorsque Pierre Le Moyne découvre un défluent se séparant de la rivière principale et rencontre la tribu des washas. À sa suite, Jean-Baptiste Le Moyne de Bienville descend une portion de 30 milles (48 km) du bayou en septembre de la même année.
Vers 1706, les Chitimachas, une tribu amérindienne plus belliqueuse, s'installe en amont près de la source du bayou. Là, de multiples altercations éclatent entre les colons français et les Chitimachas. Les autorités coloniales françaises désignent le lieu d'habitation des Acadiens et des Chitimachas comme le « bayou la fourche des chetimachas », ce qui est raccourci lors du rachat de la Louisiane par les États-Unis en « Bayou Lafourche ».
À la fin du XVIIIe siècle, vers 1760, les premières colonies d’Acadiens s’installent en Louisiane, avec la permission des espagnols, en particulier dans la région des Atakapas et non loin de bayou Teche où le sol est surélevé. Au fil du temps les colonies dAacadiens se répartissent aussi plus au sud de la Louisiane et à l'est, certains colonies arrivant alors dans le bassin du bayou Lafourche, où elles s'installent dans les zones délimitées actuellement par les paroisses de Saint-James et de l'Ascension. La région compte en 1806 3 533 habitants, concentrés sur les rives du bayou : les terres sont accordées par les autorités espagnoles aux Acadiens, aux Espagnols des îles Canaries et aux immigrés allemands venant de la côte allemande du Mississippi. La migration américaine ne débute que vers les années 1820.
Au cours du XIXe siècle, les zones habitées avancent de plus en plus vers l'embouchure du bayou. D'abord concentrées sur les terrains donnés par les espagnols, à 83 milles (134 km) autour du bayou et proches du Mississippi, elles parviennent à Lockport en 1850, Larose et Cut Off en 1860 et Golden Meadow en 1870.
Jusqu'en 1904, le bayou Lafourche reçoit de 10 à 20 % du débit du Mississippi, dont il est l'un des défluents.
Un barrage à Donaldsonville est construit en 1904 et prive la zone humide d’alimentation et remplissage, transformant le bayou en une étendue d’eau stagnante. Dans les années 1940, une pompe a été cependant ajoutée pour ramener de l'eau fraîche dans le bayou et permettre de ramener de l'eau potable étant donné que le Lafourche est l'une des sources principales d'eau potable dans les trois paroisses environnantes.
Un projet de réhabilitation du bayou Lafourche prévoit de reconnecter celui-ci au Mississippi à Donaldsonville. Il est prévu de draguer le bayou, une première partie du projet ayant déjà été implémentée à Belle-Rose.

## Faune

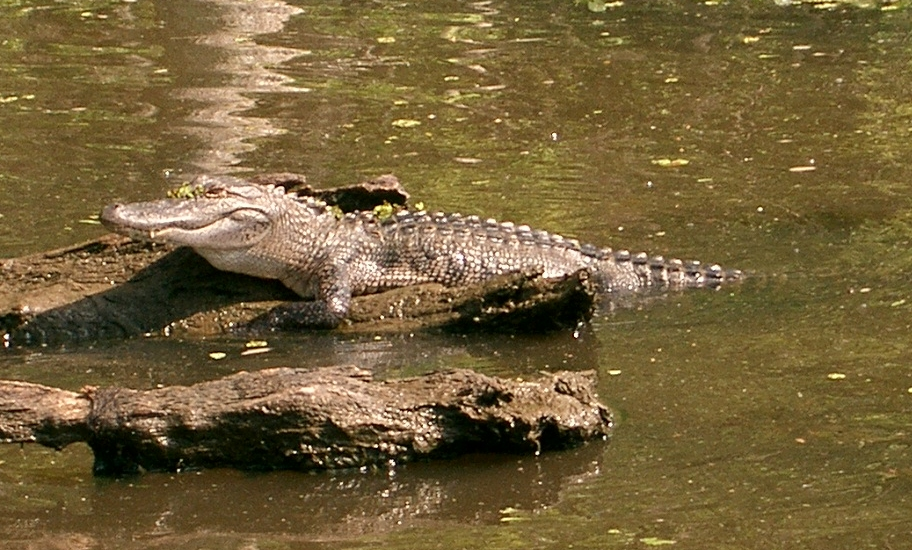
Des alligators dans le Lafourche.